# 루카 코넬
루카 코넬(2001년 4월 20일 ~ )은 아일랜드의 축구 선수이다. 포지션은 수비수, 미드필더이며 현재 EFL 리그 원의 반즐리 FC 소속이다.